# Тапскотт, Эрик
Лайонел Эрик Тапскотт (англ. Lionel Eric Tapscott; 18 марта 1894, Кимберли — 7 июля 1934, Кенилуорт, Западно-Капская провинция) — южноафриканский теннисист и крикетист. Участник летних Олимпийских игр 1912 года.

## Биография
Эрик Тапскотт родился 18 марта 1894 года в городе Кимберли в Британской Южной Африке (сейчас в ЮАР).
В 1912 году вошёл в состав сборной ЮАС на летних Олимпийских играх в Стокгольме. В одиночном разряде в 1/32 финала победил Фрица Феликса Пипса из Австрии — 3:6, 7:5, 4:6, 7:5, 7:5, в 1/16 финала выиграл у Жана-Франсуа Бланши из Франции — 1:6, 5:7, 6:3, 6:4, 6:4, в 1/8 финала проиграл Ладиславу Жемле из Богемии — 6:1, 6:4, 2:6, 4:6, 2:6.
В том же году участвовал в Уимблдонском турнире. В парном разряде вместе с Уоллисом Майерсом из Великобритании получили техническое поражение от британцев Марка Хика и Невилла Уиллфорда.
Также играл в крикет на позиции бэтсмена. Сыграл 39 первоклассных матчей за Западный Грикваленд. 9 и 16 февраля 1923 года провёл 2 тестовых матча за сборную ЮАС против Англии.
Умер 7 июля 1934 года в южноафриканском городе Кейптаун.

## Семья
Младшая сестра — Дафна Рут (Билли) Тапскотт (1903—1970), южноафриканская теннисистка.